# 陳婉婷 (足球教練)
陳婉婷，BBS（1988年10月7日—），綽號「牛丸」，香港職業足球教練。
她於2015年12月15日起出任香港超級聯賽球隊東方的主教練，成為香港首位職業男子足球會的女教練，更是全球首位女教練奪得男子職業足球頂級聯賽(香港超級聯賽)冠軍。2019年7月，出任中國國家女子少年足球隊U16主教練。2022年3月，出任江蘇女子足球俱樂部主教練。

## 早年生活
陳婉婷生於香港，自小喜歡運動，小學就讀沙田官立小學上午校，中學就讀東華三院馮黃鳳亭中學，曾參加長短跑、籃球等課外活動，後來情迷英國足球運動員碧咸，因而愛上足球，中四開始踢足球，接受女子足球培訓，不只喜歡踢甚至想執教球隊。在會考獲得25分、高考取得2A1B，其後入讀香港中文大學地理及資源管理學系，但她在2010年畢業後選擇加入天水圍飛馬做數據分析員，為此甚至不惜與家人爭吵。及後陳婉婷繼續於中大醫學院深造，並於2013年畢業，取得運動醫學及健康科學理學碩士。持有亞洲足協專業級教練牌照及亞洲足協五人教練的資格的陳婉婷曾先後在天水圍飛馬、南區及太陽飛馬擔任助教，並執教過香港五人女子隊及香港女子青年隊。

## 球員生涯
- 2007-2013　沙田體育會女子足球隊
- 2008-2013　香港女子足球代表隊

## 教練生涯

### 2015/16球季

#### 接任東方主教練
2015年12月8日，中甲球隊梅州五華於官方微博公布獲東方主教練楊正光加盟擔任助教與翻譯，而東方主教練一職會由女助教陳婉婷接任，亦令陳婉婷得以成為香港頂級聯賽史上首位女教練。陳婉婷於12月9日起便會與楊正光攜手執掌東方，直至14日再交由她全權領軍。2015年12月21日，陳婉婷於菁英盃A組分組賽首次正式以教練身份領軍，最終帶領東方以3–1擊敗元朗。

#### 執教後首項錦標
2016年1月24日，年僅27歲的陳婉婷帶領東方取得球隊史上第10個香港高級組銀牌冠軍，在香港大球場以2–0擊敗冠忠南區成功衛冕，亦是她領軍後為東方帶來的首項錦標，成為歷來首位帶領男子隊捧盃的女教練，繼續刷新歷史。

#### 首個香港頂級足球聯賽冠軍
2016年4月22日，陳婉婷帶領東方作客以2–1擊敗南華，提早一輪奪得2015/16年球季港超聯冠軍，繼1994至95年後再於頂級聯賽封王，將直接進身來年亞洲聯賽冠軍盃分組賽。這也使陳婉婷成為全球首位女教練帶領男子職業足球隊奪得頂級聯賽錦標，賽後被AFC亞洲足協及外國傳媒廣泛報道，包括英國BBC新聞網站、法國《隊報》及西班牙《阿斯報》等著名體育媒體也紛紛轉載。。

#### 女教練身份獲國際認同
2016年5月1日，東方在封王數天後公佈此事件將列入健力士世界紀錄，表揚她作為全球首位帶領男子足球隊拿到男子足球頂級聯賽冠軍的女教練。2016年5月2日，陳婉婷獲健力士世界紀錄確認，成為首名獲得男子職業聯賽冠軍的女主帥，並將頒發證書證明。2016年5月19日，2015/16香港足球明星選舉頒獎典禮，今季帶領東方勇奪港超冠軍的女教練陳婉婷，壓倒兩大勁敵冠忠南區主帥鄭兆聰，以及夢想駿其教頭梁志榮，首次當選「最佳教練」2016年7月1日，陳婉婷獲獲特區政府頒授「銅紫荊星章」（BBS）。

### 2016/17球季

#### 獲外隊垂青
2016年7月，陳婉婷獲由內地商人擁有的西班牙乙組二級聯賽（西班牙第三級聯賽）球隊胡米利亞力邀執教，不過由於東方班主黎同光突然撤資，而東方又動向不明，對於外地球會力邀加盟，陳婉婷決定留守東方。2016年11月21日，她獲英國廣播公司 (BBC) 選為2016年全球百大女性2016年12月1日晚上，在阿聯酋阿布扎比舉行的亞洲足協年度頒獎禮，陳婉婷壓倒日本女子U17助教岡本三代及北韓女子國家隊主教練李金淑，當選為亞洲足協本年度最佳女教練，也是香港球壇首位教練獲此殊榮。

#### 首戰亞冠盃
2017年2月22日，陳婉婷成為首位領軍參戰亞冠盃的女教練，賽前獲得一眾內地傳媒讚揚，其中《廣州日報》更大讚她為「亞洲足球之花」。2月23日，陳婉婷帶領史上首支參與亞冠盃分組賽的東方龍獅於天河體育場作客兩屆亞冠盃盟主廣州恒大，開賽早段東方龍獅已經接連有黃梓浩及黃志聰領紅被逐，全場大部分時間少打兩人，最終東方龍獅以0–7慘敗，賽後獲廣州恒大教練史高拉利握手慰問，鼓勵她及東方龍獅在未來賽事繼續努力。同年3月1日，陳婉婷帶領東方龍獅於亞冠盃G組分組賽第二場在主場以1–1賽和日本球隊川崎前鋒，取得香港球會歷史上在亞冠盃賽事中第一球和第一分。同年4月14日，陳婉婷於2017年度福布斯《30 under 30 Asia》中，同時入選娛樂及體育和「女性先鋒」兩個組別，獲譽為改變亞洲的女性。最終首次參賽的東方龍獅以1和5負完成亞冠盃分組賽賽事。

### 2017/18球季
2017年5月27日，東方龍獅宣佈由於亞洲足協將分階段開設相關專業級教練課程，陳婉婷為提早完成亞洲足協專業級教練課程以應付未來更高層次需要，將負笈海外專注進修，而在陳婉婷進修期間將會留任教練團成員，為球隊提供技術分析。到10月12日陳婉婷獲得嶺南大學頒授榮譽院士藉此表揚她對本地足球發展所作出的貢獻。

### 2018/19球季

#### 復任主教練及再次離任
2018年7月19日，東方龍獅宣佈陳婉婷將會再次擔任主教練，接任離職的李健和。
2019年2月3日，於東方龍獅菁英盃出局後數小時，陳婉婷在社交平台宣佈辭去主教練一職，繼2017/18球季後再次離任。主教練一職將由教練團成員黃鎮宇暫代。

### 中國國家女子少年足球隊
2019年4月獲委任中國國家女子少年足球隊U16助教。
2019年7月，升任中國國家女子少年足球隊U16主教練，接替月初離任的前帥卡拉斯高，並在首項賽事濰坊盃女足賽的首場比賽中以2：0戰勝泰國隊，取得開門紅。

### 從中國女足主教練大熱上落選
2021年11月18日，中國足協公布女足主教練人選，被內地傳媒盛傳為熱門的香港女教練陳婉婷最終名落孫山，由未有參與遴選的名宿水慶霞空降上任。她早前承認與該職位「還是有一定距離」。

### 任教江蘇女足
2022年3月8日，江蘇女足宣佈陳婉婷出任球會主教練。
2024年3月8日，在2024年中国足球协会全国女子足球锦标赛决赛中，陈婉婷率领江苏无锡女足1:0力克海南琼中女足，荣获冠军。

## 傳媒報導
2016年3月18日，無綫電視星期五檔案為陳婉婷製作特輯「男足女教」。

## 榮譽
東方龍獅
- 香港高級組銀牌冠軍（2015–16季度）
- 香港超級聯賽 （2015–16季度）香港頂級足球聯賽冠軍
- 香港社區盃冠軍（2016年）

江蘇女足
- 中国足球协会全国女子足球锦标赛（2024年）

個人
- 香港足球明星選舉 最佳教練（2015–16季度）
- 2016年亞洲足協（AFC）年度頒獎禮：亞洲足協年度最佳女教練
- 2016年健力士世界紀錄大全：全球第一位女教練奪得男子職業足球頂級聯賽冠軍
- 2016年7月1號獲香港特別行政區政府頒授銅紫荊星章
- 英國廣播公司BBC《巾幗百名2016》節目中，入選為最具影響力和勵志的100位女性之一
- 2017年度福布斯《30 under 30 Asia》中，同時入選娛樂及體育和「女性先鋒」兩個組別，獲譽為改變亞洲的女性
- 嶺南大學榮譽院士（2017）[27][28]
- 嶺南大學持續進修學院運動教練及領袖學高級文憑榮譽課程顧問
- 中国足球协会全国女子足球锦标赛最佳教练员（2024年）

## 外部連結
- 東方足球隊網頁教練資料 （页面存档备份，存于）
- 2015-2016 香港足球總會年度註冊教練
- YUEN-TING CHAN - Transfermarket （页面存档备份，存于）
- 陳婉婷的Instagram帳戶